# 나니와 바다의 시공관

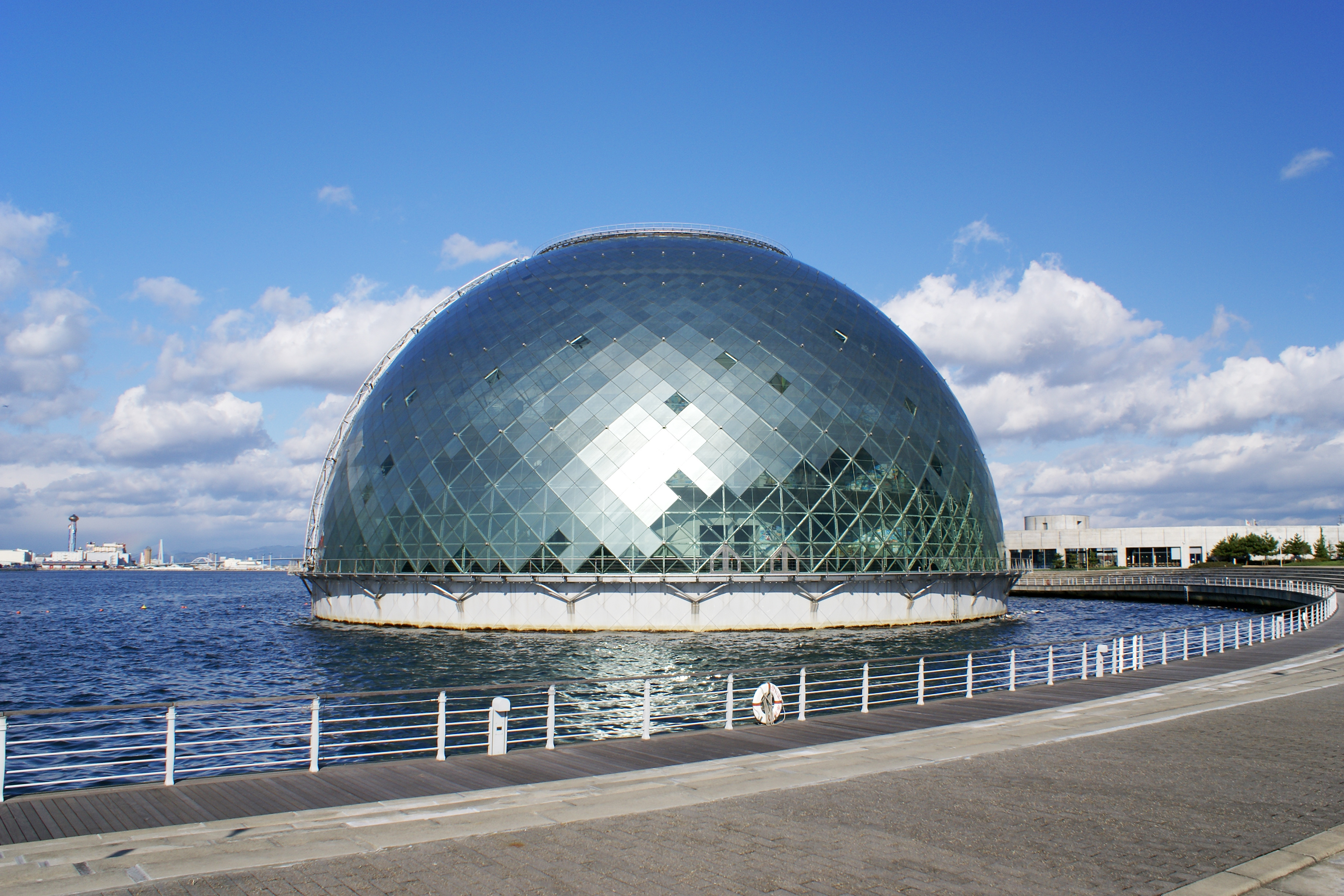
나니와 바다의 시공간

나니와 바다의 시공관(일본어: なにわの海の時空館 나니와노우미노지쿠칸[*])은 일본 오사카부 오사카시 스미노에구에 있는 박물관이다. 바다와 배를 테마로 하였으며, 해안가에 있는 입구 건물부터 60m 길이의 해저 터널을 지나 내부로 들어와야 된다. 4층에는 요트 시뮬레이터를 타 볼 수도 있다.

## 개요
오사카항 남항 지역 사키마에 있으며, 오사카만에 접한 곳에 위치하고 있다. 오사카시 시 승격 100주년 기념사업의 하나로 건설되어 2000년(2000)에 개관했다. 담당 부서는 오사카시 항만국이다. 총 공사비는 176억 엔.
2010년 개관 10주년을 기념하여 리뉴얼을 실시했다.

## 비인기에서 폐관까지
연간 60만 명의 입장객을 예상하고 만들어졌으나, 입장객은 첫해 20만 명이 최고치였고, 2008년도에는 입장객 수가 10만 명 이하로 떨어졌다가 2009년도에는 10만 명대를 회복했지만, 실상은 사회탐방 초중고생 등 무료입장객이 입장객의 60% 이상을 차지했고, 2011년도에는 다시 10만 명 이하로 떨어졌다. 다시 10만 명을 밑돌았다.
2013년 2월 8일, 오사카시는 폐관일을 같은 해 3월 10일로 발표했다.
오사카 시장(당시) 하시모토 토오루(橋下徹)는 같은 해 2월 28일 정례 기자회견에서 시설을 재사용할 민간사업자 공모가 응모자 제로로 마감되자 “당시 오사카시의 책임이지만, 어떻게 이런 것을 만들었나”, “아무도 손을 들지 않을 것 같은 이런 건축물을 어떻게 만들었나. 바보 같은 짓을 했다"고 혹평했다.
2024년 3월경 돔 내 서비스・콘텐츠 개요, 같은 해 6월경 돔 주변 개요 공개가 예정되어 있었으나 같은 해 7월에 심포닉스 릴이 보증금으로 필요한 약 1억 3천만 엔을 준비하지 못해 2023년 12월까지 체결할 예정이었던 계약을 체결하지 못한 상태가 계속되고 있다. 와 회사가 부담해야 할 1~6월의 전기료, 수도료 등 시설 관리비 총 약 300만 엔을 오사카시가 대신 부담한 것으로 알려졌다. 이 보증금은 2024년 11월 14일에 지급되었고, 같은 해 12월에 심포닉스 릴에 인도되었다.
시설은 폐관 후 이용되지 않아 전기, 기계 설비는 노후화가 진행되고 있으며, 2023년 오사카시가 제시한 자료에도 많은 설비가 부품 교체 등의 보수가 필요하다고 적혀 있다. 또한, 폐관 후 10년간 오사카시가 부담한 전기료 등 유지비가 7,000만 엔에 달하는 것으로 2023년 8월에 밝혀졌다.

## 시설

### 2013년 3월 10일까지

#### 입구관
이곳에서 입장해 티켓을 구입한 후 개찰기를 거쳐 엘리베이터를 타고 연락통로로 이동, 화장실도 이 안에 있다.

#### 연락통로
입구관과 전시관을 연결하는 연결 통로 천장에서는 오사카만을 바라볼 수 있다.

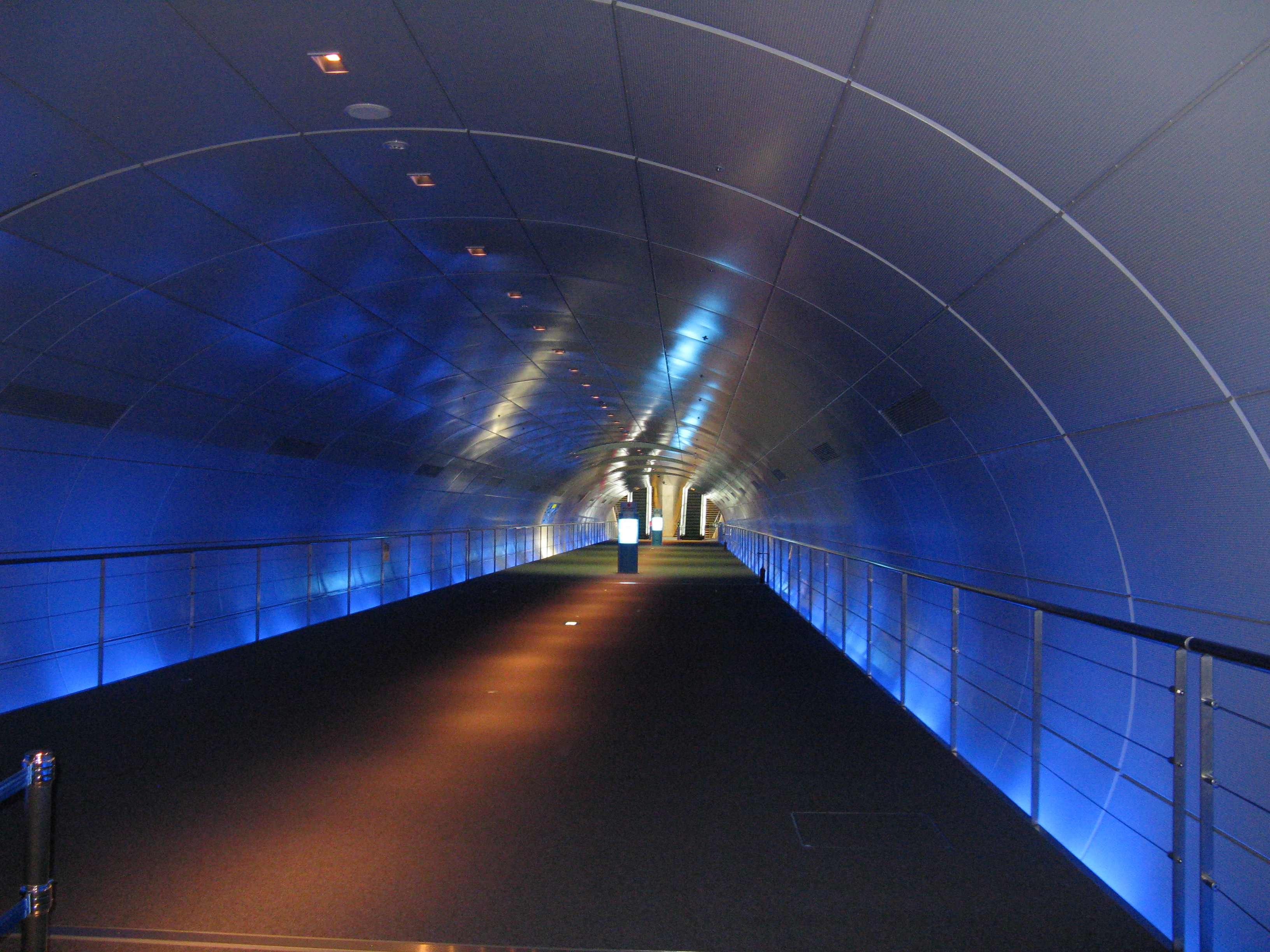
연락통로 내

#### 전시관
1층부터 4층까지 있으며, 방문객은 4층부터 차례로 관람한다.

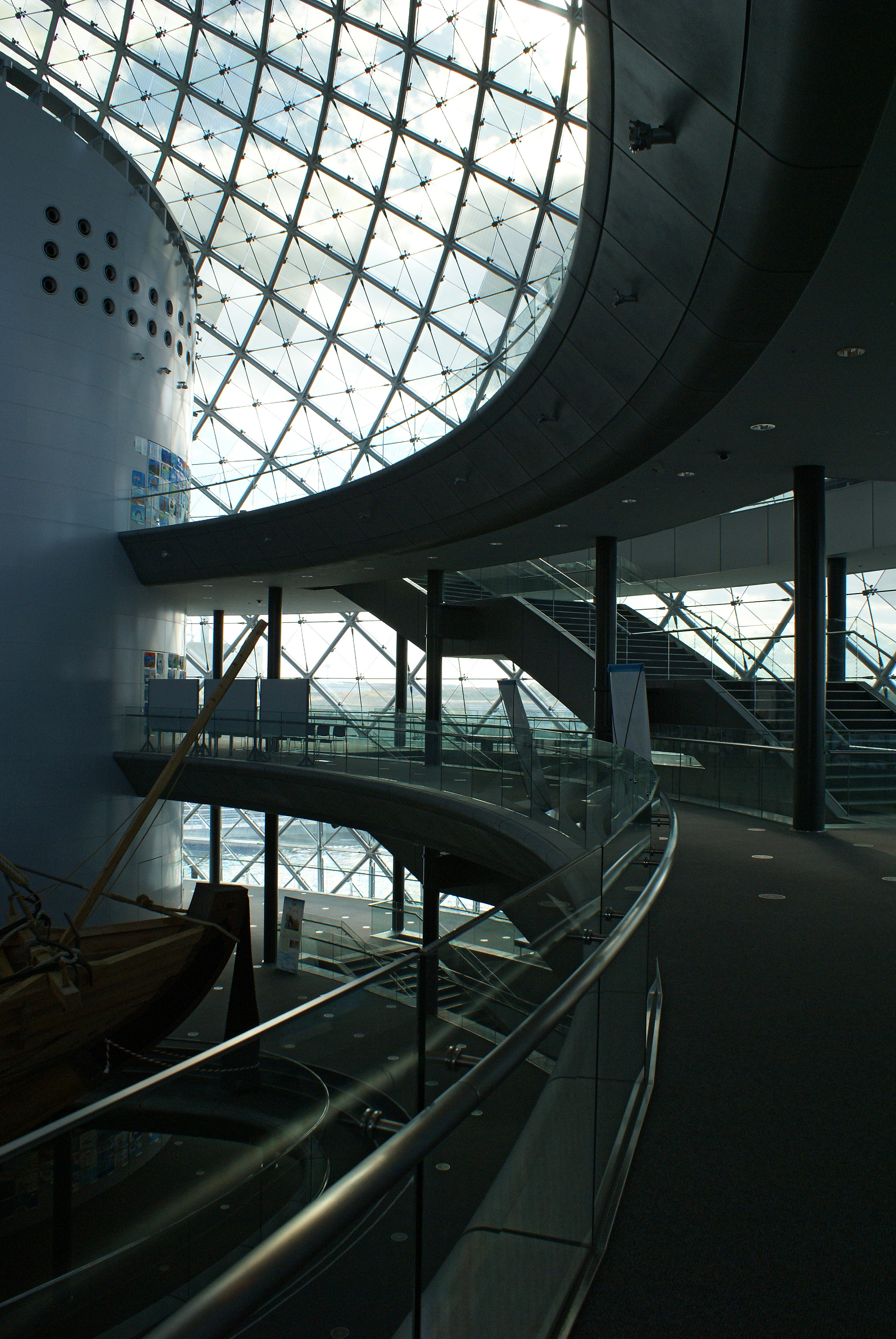
전시관 내부 통로
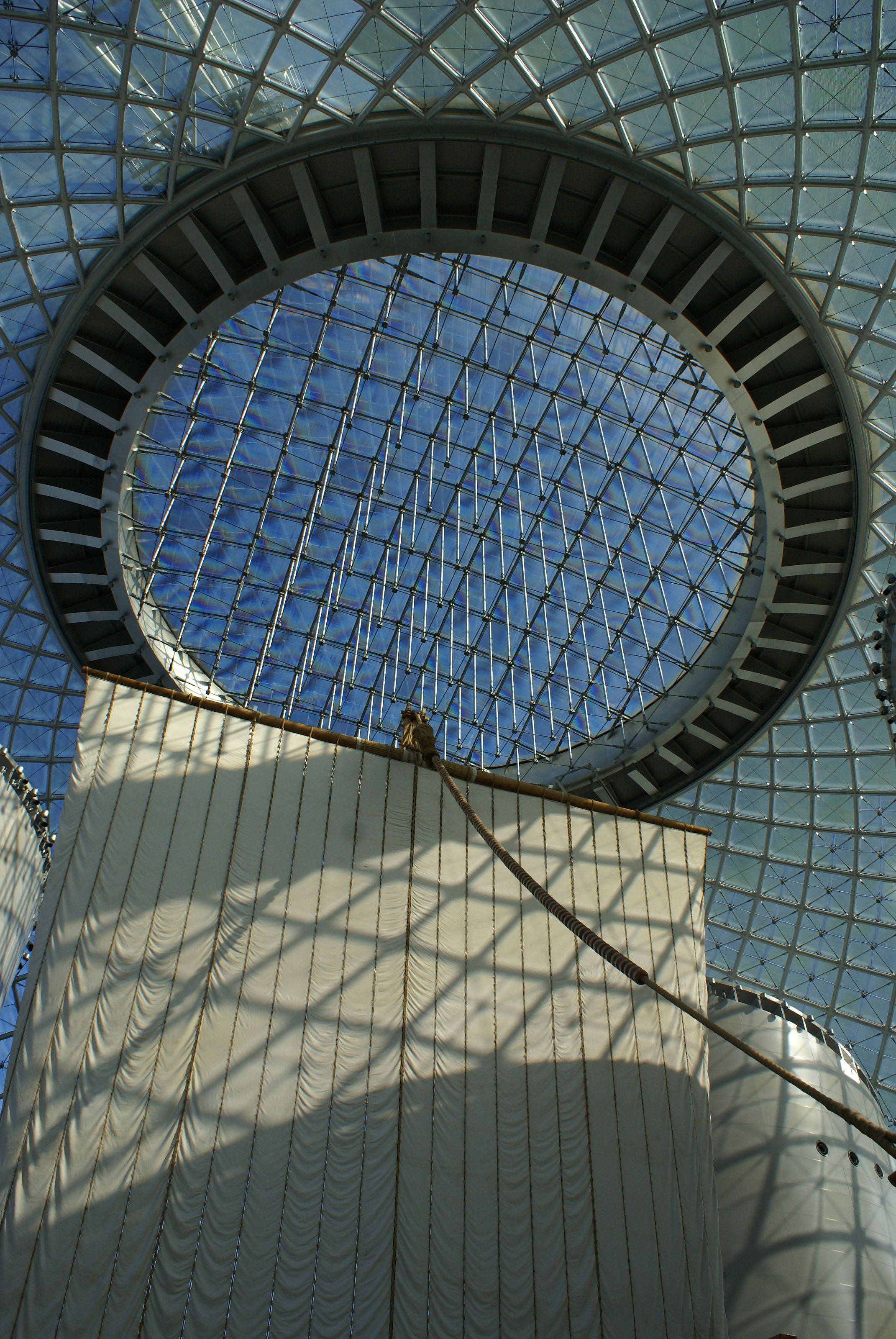
전시관 천장

## 교통
- 오사카 메트로 주오선・뉴트램 난코포트타운선 코스모스퀘어역 도보 7분
- 뉴트램 난코포트타운선 트레이드센터마에역 도보 7분